# Rolling Stone
Rolling Stone (дословно — «катящийся камень») — американский журнал, посвящённый музыке и поп-культуре. Был основан в Сан-Франциско в 1967 году Яном Веннером (который до сих пор остаётся редактором и издателем) и музыкальным критиком Ральфом Глисоном.
Выходит два раза в месяц. Тираж издания — около полутора миллионов экземпляров.
С 2004 года журнал издаётся и на русском языке. В декабре редакция публикует список лучших музыкальных альбомов и кинофильмов уходящего года.

## История журнала
На первых порах аудиторией журнала считалось поколение хиппи, однако издание быстро завоевало репутацию самого респектабельного журнала о современной музыкальной индустрии. В конце каждого выпуска было адресованное читателям приглашение присылать свои статьи в редакцию; с таких писем началась карьера многих влиятельных музыкальных журналистов.

Мы все читали Rolling Stone в те дни (конец 1960-х - прим.). Rolling Stone не был тем, чем он стал сейчас. Сегодня он очень глянцевый; тогда это было почти андеграундное издание.— Пол Гилрой, 2014
Пиком популярности Rolling Stone принято считать 1970-е годы, когда между музыкантами развернулось неофициальное соревнование за попадание на обложку журнала. В эти годы издание во многом определяло музыкальные вкусы американской публики. Многие опубликованные в журнале материалы получали общенациональный резонанс. Скажем, когда Элтон Джон признался на страницах журнала в своей гомосексуальности, количество продаж его записей снизилось многократно. Утверждается, что скептическое отношение журналистов Rolling Stone к хеви-металу затормозило рост популярности этого жанра в США.
В 1977 году в жизни журнала произошло важное событие: редакция переехала в Нью-Йорк, который считался центром новомодных тенденций в музыке. Свидетельством поворота журнала лицом к панк-культуре явилась программная статья Чарльза М. Янга «Рок болен и живёт в Лондоне» («Rock Is Sick and Living in London») о The Sex Pistols и британском панк-роке в целом (ноябрь 1977 года). Несмотря на это, к середине 1980-х для многих наблюдателей стало очевидно, что журнал не поспевает за быстрым развитием этих тенденций. В частности, вне поля зрения журналистов Rolling Stone в течение долгого времени оставались хип-хоп и гранж. Известно, что, добившись всемирной славы, Курт Кобейн пришёл фотографироваться на обложку журнала в футболке с надписью «corporate magazines still suck» («корпоративные журналы — всё тот же отстой»).
В попытке завоевать подростковую аудиторию в 2000-е годы журнал стал много писать о молодых звёздах голливудского кино и прочих темах, к музыке имеющих весьма опосредованное отношение. Попытка «осовременить» издание вызвала острую полемику среди его верных поклонников, многие из которых обвинили журнал в том, что он скатывается на уровень банального таблоида. С другой стороны, Rolling Stone продолжает публиковать обширные эксклюзивные интервью с наиболее статусными музыкантами послевоенного времени — такими, как Боб Дилан и Джони Митчелл. В 2003 году на основе масштабного опроса наиболее авторитетных музыкантов и критиков они опубликовали свой список 500 лучших альбомов всех времён, а в 2004 — список 500 лучших песен всех времён.
В сентябре 2016 года, Advertising Age сообщил, что основатель и владелец журнала Ян Веннер продаёт 49 % акций журнала компании из Сингапура под названием BandLab. Причиной тому стали материальные сложности медиахолдинга Wenner Media, в который входит Rolling Stone. Новый инвестор не имел прямого отношения к редакционным материалам журнала.
В сентябре 2017 года Wenner Media объявила, что оставшиеся 51 % акций журнала «Rolling Stone» также выставлены на продажу. В декабре 2017 года холдинг Penske Media Corporation приобрел оставшуюся долю у Wenner Media. Начиная с июльского номера 2018 года он стал ежемесячным журналом. 31 января 2019 года Penske приобрёл 49 % акций BandLab в «Rolling Stone», получив полное право собственности на журнал.

## Обложки
Некоторые артисты украшали обложки журнала Rolling Stone множество раз, некоторые из этих фотографий стали знаковыми. К примеру, участники The Beatles появились на обложке более тридцати раз, иногда всей группой, иногда поодиночке.
В первую десятку персон, попавших на обложку журнала, входят следующие:
- Выпуск № 1 — Джон Леннон
- Выпуск № 2 — Тина Тёрнер
- Выпуск № 3 — The Beatles
- Выпуск № 4 — Джими Хендрикс, Донован и Отис Реддинг
- Выпуск № 5 — Джим Моррисон
- Выпуск № 6 — Дженис Джоплин
- Выпуск № 7 — Джими Хендрикс
- Выпуск № 8 — Монтерейский фестиваль (см. лето любви)
- Выпуск № 9 — Джон Леннон и Пол Маккартни
- Выпуск № 10 — Эрик Клэптон

## 500 величайших альбомов всех времён
В 2003 году журнал Rolling Stone опубликовал статью, описывающую 500 лучших музыкальных альбомов всех времён. В голосовании участвовали 273 известных музыканта и критика.
Список возглавили следующие альбомы:
1. Sgt. Pepper’s Lonely Hearts Club Band (The Beatles)
2. Pet Sounds (The Beach Boys)
3. Revolver (The Beatles)
4. Highway 61 Revisited (Боб Дилан)
5. Rubber Soul (The Beatles)
6. What’s Going On (Марвин Гэй)
7. Exile on Main St. (The Rolling Stones)
8. London Calling (The Clash)
9. Blonde on Blonde (Боб Дилан)
10. The Beatles (The Beatles)

## «Страх и ненависть в Лас-Вегасе»
Журнал в 1970-х годах помогал начинающим писателям в средствах.
Rolling Stone стоял у истоков гонзо-журналистики. На его страницах был впервые опубликован роман «Страх и отвращение в Лас-Вегасе. Дикое путешествие в сердце американской мечты» Хантера Томпсона, рассказывающий истории безумного путешествия в Лас-Вегас репортёра Рауля Дюка и его адвоката Доктора Гонзо «на поиски Американской Мечты», сопровождавшегося потреблением всевозможных наркотических средств. Роман был разделён и выпущен в двух номерах журнала с иллюстрациями художника Ральфа Стедмана. Позже роман был издан как самостоятельная книга. Хантер Томпсон после публикации романа оставался редактором журнала Rolling Stone вплоть до своей смерти в 2005 году.
Сюжет романа стал основой для фильма Арта Линсона «Там, где бродит бизон» (1980), рассказывающий о приключениях Томпсона и его адвоката.
Позже, в 1998 году роман был полностью экранизирован режиссёром Терри Гиллиамом под названием «Страх и ненависть в Лас-Вегасе», главные роли в фильме исполнили Джонни Депп и Бенисио дель Торо. Ведущие актёры тщательно подготовились к съёмкам. Дель Торо набрал более 18 кг перед съёмками и тщательно изучил жизнь Акосты. Депп жил с Томпсоном несколько месяцев, изучая его привычки и манеры. Депп даже выменял взамен на свой автомобиль знаменитый красный «Шевроле» с откидным верхом (который известен под названием «Большая Красная Акула») и проехал на нём через всю Калифорнию во время подготовки к съёмкам.

## Известные сотрудники
- Лестер Бэнгс — журналист, музыкальный критик.
- Анни Лейбовиц — фотограф.
- Ральф Стедман — иллюстратор, карикатурист, мультипликатор.
- Нил Страусс — писатель, журналист и блогер.
- Мэтт Тайбби — журналист и политический обозреватель.
- Хантер Томпсон — писатель и журналист, основатель гонзо-журналистики.
- Питер Трэверс — кинообозреватель.

## Международные издания
- Аргентина — издаётся издательством Publirevistas S.A. с апреля 1998.
- Австралия — издаётся с 1969 года как дополнение к журналу Go-Set. Полноценно издаётся с 1972 года и публиковалось Next Media Pty Ltd, в Сиднее до 2008 года. Сейчас издаётся издательством ACP Magazines.
- Бразилия — в Бразилии издаётся с октября 2006 года компанией Spring Comunicações.
- Германия — издаётся в Германии с 1994 года издательством Axel Springer AG.
- Индия — запущено в марте 2008 года издательством журнала Man’s World.
- Индонезия — издаётся с июня 2005 года издательством JHP Media.
- Испания — издаётся издательством PROGRESA в Мадриде, с 1999 года.
- Италия — издаётся в Италии с ноября 2003 года, сначала издательством IXO Publishing, после издательством Editrice Quadratum.
- Китай — Rolling Stone лицензирован компанией One Media Group в Гонконге и издаётся при поддержке компании China Record Corporation.
- Колумбия — издаётся в Боготе, Эквадоре, Перу, Панаме и Венесуэле.
- Мексика — издаётся компанией Prisa Internacional с 2002 года.
- Россия — издаётся c июня 2004 года издательством OOO «Мотор Медиа».
- Турция — издаётся с июня 2006 года издательством GD Gazete Dergi.
- Франция — запущен в тираж с 2002 года и перезапущен в мае 2008 года по лицензии издательской группы 1633SA.
- Чили — издавалось Edu Comunicaciones вплоть до мая 2003 года. Публикуется El Mercurio с января 2006 года.
- Япония — издательство запущено с марта 2007 года.